# 久米島町営バス
久米島町営バス（くめじまちょうえいバス）は、沖縄県島尻郡久米島町の久米島内で運行されている自治体バスである。

## 概要
久米島内で路線バス4路線を運行している。道路運送法78条・79条に準拠して運行される自家用有償旅客運送で、白ナンバー車の自家用バスが使用される。主管は久米島町産業振興課。
久米島では久米島交通が島内の路線バスを運行していたが、1996年に路線バス事業から撤退し貸切・観光バスのみとなり、路線バス事業は島内の仲里村・具志川村両村による事務組合が運行する自家用有償旅客運送となった。2002年4月に両村が合併したあとは町営バスとして運行されている。

## 路線
【 】は一部の便のみが経由する停留所。

### 一周線
運行経路
右回り：営業所 → 謝名堂 → 町役場仲里庁舎前 → 比嘉 → 真我里 → 山城 → 儀間 → 嘉手苅 → 公立久米島病院前 → 兼城 → ホテルガーデンヒルズ前 → 大田 → 仲泊 → 久米島西中学校前 → 西銘 → 山里 → 仲地 → 具志川 → 仲村渠 → 宇江城 → 比屋定 → 上阿嘉 → 下阿嘉 → 真謝 → 宇根 → 泊 → 営業所
※始発便は真謝公民館前 → 宇根 → 謝名堂 → … → 営業所の順で運行
左回り：営業所 → 謝名堂 → 泊 → （この間右回りと逆順） → ホテルガーデンヒルズ前 → 【兼城港ターミナル前】 → 兼城 → （この間右回りと逆順） → 営業所
島東部のイーフビーチ近くにある営業所を起点とし、おもに県道89号線、県道242号線を通り、約45分かけて島を一周して営業所に戻る路線。島内を時計回りに一周する右回りと、島内を反時計回りに一周する左回りがあり、どちらも1日5本の運行。兼城港ターミナルには左回りのうち3本のみ立ち寄る。
2010年より、ワンステップバスが導入されている。

### 空港線
運行経路
営業所発：営業所 → イーフビーチホテル → 久米アイランドホテル → グラウンド前・B&G前 → 西奥武バーデハウス前 → 泊 → 謝名堂 → 町役場仲里庁舎前 → 比嘉 → 真我里 → 山城 → 儀間 → 公立久米島病院前 → 久米島高校前 → 兼城 → 【兼城港ターミナル前】 → ホテルガーデンヒルズ前 → 大田 → 仲泊 → 清水小学校前 → 大原 → 本永商店前 → サイプレスリゾート久米島 → 久米島空港
空港発：久米島空港 → （この間営業所発と逆順） → 町役場仲里庁舎前 → イーフビーチホテル → 久米アイランドホテル → グラウンド前・B&G前 → 西奥武バーデハウス前 → 宇根 → 真謝 → 謝名堂 → 営業所
県道89号線を通り久米島町中心部と久米島空港を結ぶ路線。久米島町市街地周辺や奥武島にあるリゾートホテル前のバス停を通る。
航空機のダイヤに合わせて運行している。空港発は航空機到着後20分後の出発で、営業所発は航空機出発の1-2時間前（空港到着はJTA便の出発約2時間前、RAC便の出発約30分-1時間前）である。営業所発と空港発では経路が多少異なるため所要時間も異なり、全区間の所要時間は営業所発が約35分、空港発が約40分。夏期に運行される東京羽田空港 - 久米島間直行便に接続する便は公立久米島病院前を経由しない。空港行き2本のみ兼城港ターミナル前を通る。
2010年よりワンステップバスを導入しているほか、宮崎駿がデザインした「くめバス」も使用される。

### 島尻線
運行経路
午前便：営業所 → 島尻 → 銭田 → 真我里 → 比嘉 → 町役場仲里庁舎前 → 真謝公民館前
午後便：営業所 - 町役場仲里庁舎前 - 比嘉 - 真我里 - 銭田 - 島尻（循環）
久米島町中心部と島南部の島尻を結ぶ路線。所要時間は片道約15分（往復約30分）。午前中に1本、午後に島尻で折り返して同一経路で営業所へ戻る循環2本が運行される。午後の1本は球美中学校の休校日は運休する。

### 嘉儀山線
運行経路
登校時：営業所 → グラウンド前・B&G前 → 泊 → 宇根 → 真謝 → 謝名堂 → 町役場仲里庁舎前 → 比嘉 → 真我里 → 山城 → 久米島高校前 → 嘉手苅 → 儀間 → 山城 → 真我里 → 比嘉 → 町役場仲里庁舎前 → 営業所
下校時：営業所 → グラウンド前・B&G前 → 泊 → 謝名堂 → 比嘉 → 真我里 → 山城 → 儀間 → 嘉手苅 → 久米島高校前 → 山城 → 真我里 → 比嘉 → 町役場仲里庁舎前 → 謝名堂 → 宇根 → 真謝 → 泊 → 営業所
営業所から久米島町中心部を通り、久米島高校前で折り返して営業所へ戻る路線。登校時（7時台）と下校時（19時台）に各1本の運行で、両便は経路が若干異なる。全区間の所要時間は約50分。球美中学校の休校日は運休する。

## 車両
2016年3月末現在で29人乗り2台、50人乗り1台、55人乗り1台、58人乗り1台を保有している。

久米島町営バスの車両（2003年当時）
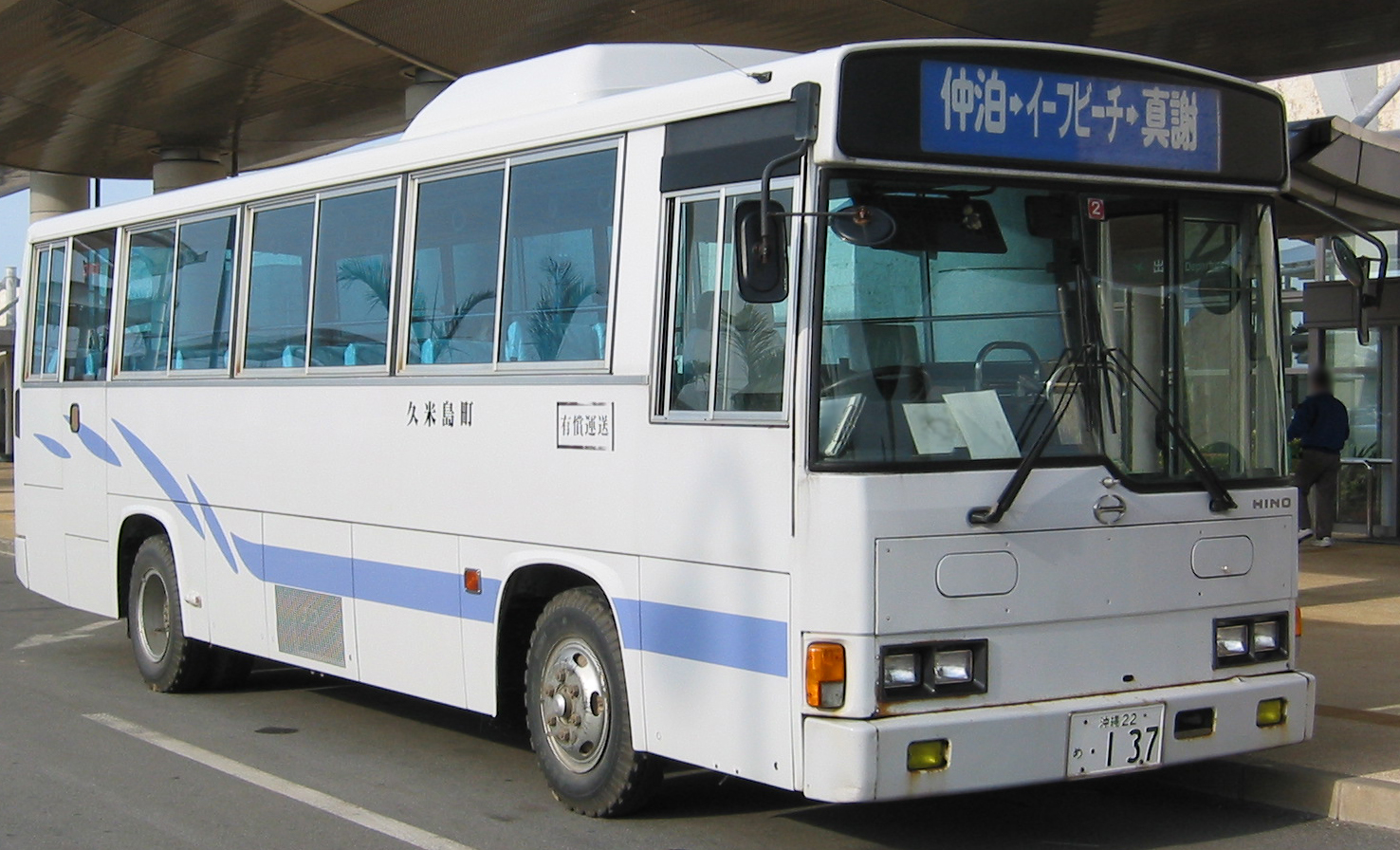
日野・レインボー
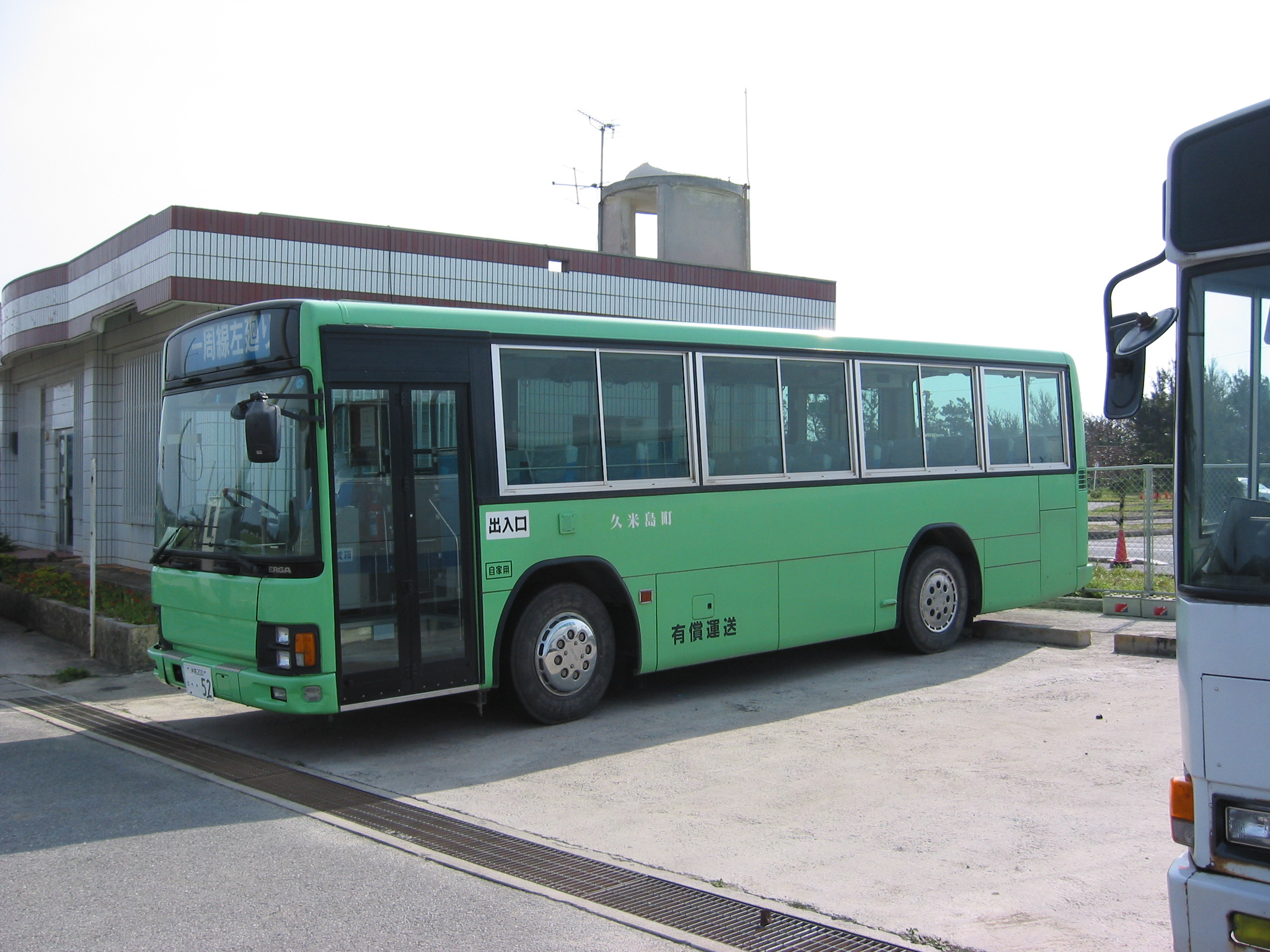
いすゞ・エルガLT
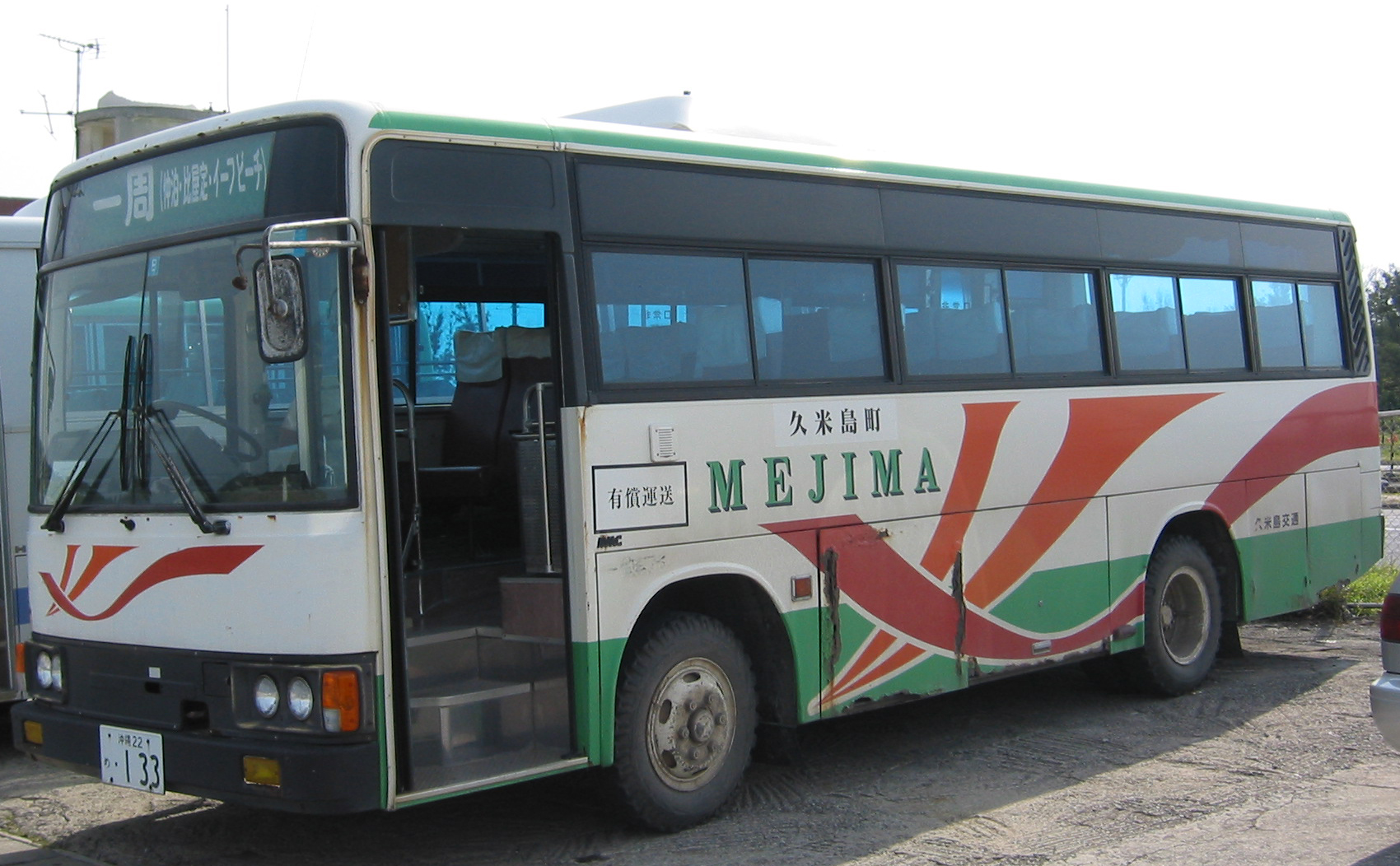
三菱ふそうMK